# 메스헤티
메스헤티(조지아어: მესხეთი)는 조지아의 남서부 모스치아의 산악 지방에 있으며 과거에는 주였다. 기원전 12세기 아시리아의 자료들에서 알려져 몇몇 조지아 작가들에 의해 무시키와 같다고 확인된 고대 조지아 부족들인 메스키 (또는 모스치)와 모시니크족이 그 지역 토착인들이다. 현시대 조지아의 메스헤티 사람(메스크)들의 대다수가 그 고대 부족들의 후손들이다. 모시니크(또는 모시노에키)들은 철강 야금술의 발병가들 가운데 하나이다. 기원전 제2천년기부터 기원전 4세기까지, 메스헤티는 조지아의 디아오키 왕국의 일부분이었고, 기원전 4~6세기에는 이베리아왕국의 지역이었다. 10~15세기에 그 지역은 통일 조지아 왕국의 지역이었다. 16세기에 메스헤티는 오스만 제국의 등장으로 그 제국과 합병되었다. 1829~1917년에 그 지역은 트빌리시 주(트필리스카이아 구베르니아)의 일부 지역이었고, 1918~1921년에 조지아 민주공화국의 지역이었다. 1990년부터 메스헤티(삼츠케-자바케티 지방)는 조지아 공화국의 주이다.

## 같이 보기
- 쇼타 루스타벨리
- 조지아의 역사
- 조지아의 문화
- 조지아인
- 메스헤티 튀르크인
- 메셰츠
- 모스치